# Chrysostome II de Chypre
Chrysostome II (en grec : Χρυσόστομος Β΄ / Chrysóstomos B'), né Iródotos Dimitríou (en grec : Ηρόδοτος Δημητρίου) dans le village de Tála près de Paphos le 10 avril 1941 et mort le 7 novembre 2022 à Nicosie,, est le primat de l'Église de Chypre avec le titre d'Archevêque de Nouvelle Justinienne et de tout Chypre du 5 novembre 2006 à sa mort.
À sa mort, il est remplacé par le locum tenens de l'Église de Chypre, Georges de Paphos chargé d'organiser la bonne tenue des élections archiépiscopales chypriotes de 2022.

## Biographie
Chrysostome naît dans le village de Talas à Chypre le 10 avril 1941. Il devient novice au monastère de Saint-Néophyte en sortant de l'école primaire. Parallèlement, il poursuit ses études jusqu'à finir le lycée en 1963, date à laquelle il est ordonné diacre. Pendant cinq ans, il est l'éphore du monastère, avant d'être envoyé en 1968 à l'Université d'Athènes pour y suivre des études de théologie. À son retour, en 1972, il est élu à l'unanimité higoumène du monastère de saint Néophyte. Il est ordonné prêtre, archimandrite et higoumène par Makarios III le 12 novembre 1968. Le 26 février 1978, il est consacré métropolite de Paphos, le premier siège de l'île après l'archevêché dans la tradition honorifique de l'Église de Chypre. Il gouverne l'Église de Paphos pendant vingt-huit ans.

### Archevêque de Chypre
Pendant la crise économique de 2008, Chrysostome déclare que l'Église de Chypre est prête à hypothéquer ses biens pour subvenir aux besoins de la population,.
Il rénove la Charte de l'Église de Chypre pour que les élections épiscopales ne soient plus simplement ouvertes aux citoyens chypriotes mais à tous les chrétiens orthodoxes résidant sur l'île depuis au moins un an.
Il exprime sa « satisfaction » à la suite du succès électoral du parti d'extrême droite Front populaire national et de son entrée à la Chambre des représentants, à l'occasion des élections législatives chypriotes de 2016 en déclarant que cette entrée au Parlement inciterait les autres partis à être plus modérés.
Pendant son mandat, l'Église de Chypre reconnaît l'Église orthodoxe d'Ukraine,, et il s'oppose à de nombreuses reprises à l'invasion russe de l'Ukraine, allant jusqu'à accuser Vladimir Poutine d'hypocrisie sur sa foi orthodoxe affichée,, :

« Poutine peut aller à l'église, se repentir, prendre sa croix, communier, mais en même temps, il tue. Est-ce cela, son orthodoxie ?
N'oublions pas que la moitié de l'orthodoxie était sous domination communiste et malheureusement, encore aujourd'hui, les Russes font de l'ingérence. »

Avant de mourir, il s'est opposé aux métropolites de Limassol et de Morphou en disant qu'ils n'étaient pas « sains d'esprit » dans le cadre de leur relation avec la Russie et les qualifiant de « protestants » pour leur refus de concélébrer avec lui, malgré le fait qu'il soit leur supérieur hiérarchique,.

### Mort
Chrysostome II meurt le 7 novembre 2022 des suites d'un cancer intestinal à l'âge de 81 ans. Un deuil national de six jours est proclamé à Chypre après la mort du hiérarque.
Joe Biden présente aussitôt ses condoléances à Chypre et à l'Église de Chypre.
Le patriarche de Roumanie, Daniel, envoie des condoléances à l'Église de Chypre. Le patriarche œcuménique Bartholomée Ier préside un Trisagion en son honneur le jour même et annonce qu'il se rendra à ses funérailles. D'autres primats font des Trisagions en son honneur et transmettent leurs condoléances au peuple orthodoxe de Chypre, notamment Anastase d'Albanie, qui enverra des légats aux funérailles mais aussi Épiphane d'Ukraine ou le patriarche d'Alexandrie, Théodore II. Le 8 novembre, le patriarche d'Antioche, Jean X, envoie ses condoléances.
Le patriarche d'Alexandrie, Théodore II, pleure en rendant ses derniers hommages à son corps exposé à Nicosie.

## Funérailles
Il est enterré le 12 novembre 2022 dans la cathédrale de l'apôtre Barnabé à Nicosie, où sont inhumés les archevêques de Chypre. La cérémonie est présidée par Georges de Paphos et y participent, entre autres, le président de Chypre, Bartholomée Ier, le patriarche d'Alexandrie, l'archevêque de Grèce et la présidente de la Grèce,.